# Lycoperdopsis arcyrioides
Lycoperdopsis là một chi nấm thuộc họ Agaricaceae. Chi này chỉ chứa duy nhất một loài Lycoperdopsis arcyrioides, được mô tả lần đầu vào năm 1900.